# Лауристин, Йоханнес Хансович
Йоха́ннес Ха́нсович (Иоганнес Гансович) Ла́уристин (эст. Johannes Lauristin; литературный псевдоним — Ю́хан Ма́дарик (эст. Juhan Madarik); [29 октября] 10 ноября 1899, Ревель, Эстляндская губерния, Российская империя — 28 августа 1941, Таллин, Эстонская ССР, СССР) — эстонский революционер, политик и писатель, советский государственный деятель. Первый председатель Совета Народных Комиссаров Эстонской ССР (1940—1941).

## Биография
Йоханнес (Иоганнес) Лауристин родился (29 октября) 10 ноября 1899 года в Ревеле (ныне Таллин). Его отец работал на заводе «Двигатель». Детские и школьные годы прошли в Ревельском уезде Эстляндии: жил в селе Куйвайыэ, потом на хуторе Туйсу. В 1914 году окончил школу.
В 1915 году вернулся в Ревель, где начал работать на заводе «Вольта». Через год поступил на завод «Двигатель» и проработал там почти два года.

### Революционер
Политическая деятельность Й. Лауристина началась ещё на заводе «Двигатель» в Таллине. В мае 1917 года он вступил в коммунистическую партию и стал проводить революционную пропаганду среди рабочих завода.
В 1919—1921 годы проходил службу в эстонской армии.
Вернувшись из армии, Йоханнес вошёл в состав оргкомитета нелегального коммунистического Союза Молодёжи Эстонии (КСМЭ). Такая организация была создана летом 1921 года после закрытия правительством Всеэстонского союза молодых пролетариев. Организация выпускала нелегальную комсомольскую газету «Ноор пролетаарне» («Молодой пролетарий»), создавала свои нелегальные организации на многих предприятиях (в сентябре 1922 года в республике действовало уже 46 нелегальных комсомольских организаций, насчитывавших около 300 членов КСМЭ).
Как член оргкомитета КСМЭ, Лауристин участвовал в проведении 1-го съезда нелегальной организации, которым была намечена программа по вовлечению молодёжи в «Единый фронт». Весной 1922 года активисты КСМЭ добились официальной регистрации устава спортивного общества «Геркулес» (к концу года оно имело десять отделений и насчитывало 460 человек), которое также примкнуло к «Единому фронту».
В 1922 году стал членом Центрального комитета коммунистического союза молодёжи Эстонии.
После создания в августе 1922 года Центрального Совета профсоюзов Эстонии, вошёл в его состав. Уже на 2-м съезде рабочих союзов, проходившем 27—29 ноября, выступил с докладом по вопросу «об укреплении и расширении Единого фронта трудящихся». На этом же съезде Лауристин был избран заместителем председателя Центрального Совета рабочих союзов. Легальным штабом Союза стал «Рабочий подвал» (помещение под Таллинской библиотекой). Здесь Йоханнес участвовал в собраниях профсоюзных организаций, рабочей молодёжи, организовывал кружки и секции, проводил конференции и съезды пролетарских организаций.
Кроме того, с 1922 по 1923 год Лауристин редактировал газету «Таллинский рабочий» — орган левых профсоюзов.
В 1923 году от «Единого фронта» был избран депутатом в Государственное собрание 2-го созыва (участники рабочего движения в составе «Единого фронта» получили десять мест в Рийгикогу). В это же время участились общие собрания рабочих завода «Двигатель», Русско-Балтийского завода, где требовали возможности продолжать деятельность рабочим союзам.
3 февраля 1923 в знак протеста против арестов участников рабочего движения и запрета рабочих организаций в таллинском Доме пожарных состоялся митинг, в котором приняло участие более 1000 человек. После этого Лауристин был арестован.
21—23 февраля 1923 года проходил обвиняемым во время «Процесса над 12 деятелями рабочего движения», который проводился в Таллинском военно-окружном суде. Несмотря на то, что обвинительной стороной не была даже доказана связь с Компартией Эстонии, был приговорён к восьми годам каторжных работ. Находясь в тюрьме, Лауристин первым предложил создать всеэстонский руководящий центр политзаключённых-коммунистов — Тюремное бюро «Вабе»), а когда это было сделано, вошёл в его состав. Бюро осуществляло связь с коммунистами, находившимися в разных тюрьмах и сносилось непосредственно с Центральным комитетом Компартии Эстонии.
В 1923 года находившегося в тюрьме Лауристина выбрали депутатом 2-го Государственного собрания Эстонии, но депутаты собрания большинством голосов отказались освободить его из заключения.
Отбыв срок заключения, в марте 1931 года (это произошло после съезда Всеэстонского комитета безработных и затем последовавшего запрета на их демонстрации, намечавшиеся на 25 февраля) Лауристин был вновь арестован и на «Процессе 34» приговорён к шести годам каторжных работ.
Освободившись по амнистии летом 1938 года, вошёл в состав вновь созданного руководящего центра Компартии Эстонии — Нелегального бюро, выполнявшего функции ЦК КПЭ. Осенью 1939 года стал председателем так называемой Контактной комиссии, которая была создана по инициативе Компартии Эстонии и координировала работу профсоюзов.
В ночь на 1 апреля 1940 года Лауристин участвовал в совещании на квартире одного из членов Нелегального бюро, которое позднее вошло в историю как «Апрельская конференция КПЭ». На конференции выступал с докладом об организационной работе, подробно освятив работу коммунистов в легальных организациях, в частности, в профсоюзах. Докладчик Лауристин подчеркнул одну из главных задач: «превратить все рабочие объединения в массовые боевые организации трудового народа».

### 1940—1941 годы
Йоханнес Лауристин принимал активное участие в событиях 1940 года в Эстонии. В период, когда в республике шла замена всех руководителей городских и уездных самоуправлений, стал одним из руководителей Информационного центра нового правительства. Будучи избранным депутатом Государственной думы 2-го созыва (выборы проходили 14—15 июля), ещё на первой сессии парламента выступил с докладом «О государственном устройстве Эстонии». Лауристин был также одним из тех, кто выступил в поддержку вступления Эстонии в состав СССР и национализации земли.
6 августа, когда в Москве была созвана седьмая сессия Верховного Совета СССР (на сессию прибыли полномочные комиссии Государственной думы Эстонии и Народных сеймов Латвии и Литвы), Йоханнес Лауристин выступил в Москве в качестве полномочного члена комиссии Государственной думы Эстонии.
На сессии Государственной думы 24 августа, состоявшейся уже после принятия Эстонии в состав Советского Союза, председатель конституционной комиссии Лауристин выступил перед депутатами с проектом Конституции Эстонской ССР. Конституция была принята по его докладу.
В этот же день вышло постановление, согласно которому Государственная дума стала Верховным Советом Эстонской ССР, а Лауристин был назначен председателем Совета Народных Комиссаров ЭССР.
12 января 1941 года, он был избран депутатом в Верховный Совет СССР[уточнить].
22 июня 1941 года началась Великая Отечественная война. 11 июля был создан республиканский Комитет обороны ЭстССР, в состав которого вошли Н. Г. Каротамм, председатель СНК ЭстССР и член Бюро ЦК КП(б)Э И. Г. Лауристин и Б. Г. Кумм.
В это же время он регулярно публиковался на страницах газеты «Коммунист» и выступал по радио.
В выступлении по радио 16 июля 1941 года Лауристин сказал: «Мы должны преодолеть все трудности, перенести все лишения, сплотить все свои силы для того, чтобы победить врага». Последнее его выступление по радио состоялось 22 августа.
Согласно официальной версии, Лауристин погиб во время эвакуации из Таллина на эскадренном миноносце «Володарский» 28 августа 1941 года при подрыве на мине.

### Писатель
Литературную деятельность Йоханнес Лауристин начал с первых публикаций в 1922 году, выходивших под псевдонимом «Юхан Мадарик». Находясь в тюрьме, в 1925—1927 годах написал роман «Ниспровергатели». В романе в лице одного из основных героев Александра Мрамора писатель создал образ революционера. Книга была тайно передана в СССР и издана в 1929 году в Ленинграде с предисловием Яна Анвельта. Роман имел большой успех.
В 1936 году начал в тюрьме работу над более значительным произведением — романом «Республика», посвящённому событиям в Эстонии с конца прошлого века, где в образе Антса Васака нарисовал путь эстонцев к «революционной сознательности». Мадарик завершил только первую часть книги. Первая часть романа была напечатана в 1941 году, а вторая и четвёртая части изданы в 1953 году. В русском переводе роман был издан в 1957 году в Москве.

## Семья
В 1939 году женился на эстонской революционерке Ольге Лауристин, в браке с которой родилась дочь Марью Лауристин — эстонский учёный-социолог (профессор Тартуского университета) и политик, сопредседатель Народного фронта Эстонии, занимавшая в 1992—1994 годы должность министра социальных дел Эстонской Республики.

## Награды
- Орден Ленина (посмертно, 1946)[1]

## Память
В 1971—1990 годах Таллинский машиностроительный завод (бывший «Машиностроительный завод Франца Крулля») носил имя Йоханнеса Лауристина.
В 1950 году у южной стороны замка Тоомпеа в так называемом Губернаторском саду был установлен памятник Лауристину (скульптор Г. Поммер, архитектор К. Люйс).

## Сочинения
- Vabariik. Riigikukutajad, Tallinn, 1970.